# Paul Pierrat
Pour les articles homonymes, voir Pierrat.
Paul Pierrat, né le 5 mars 1926 aux Vallois dans les Vosges et mort le 28 novembre 1990 à Saint-Dié-des-Vosges, est un prêtre diocésain et archéologue amateur français. Il est à l'origine d'un vaste mouvement de sauvegarde du patrimoine dans le sud-ouest vosgien.

## Biographie

### Activité pastorale

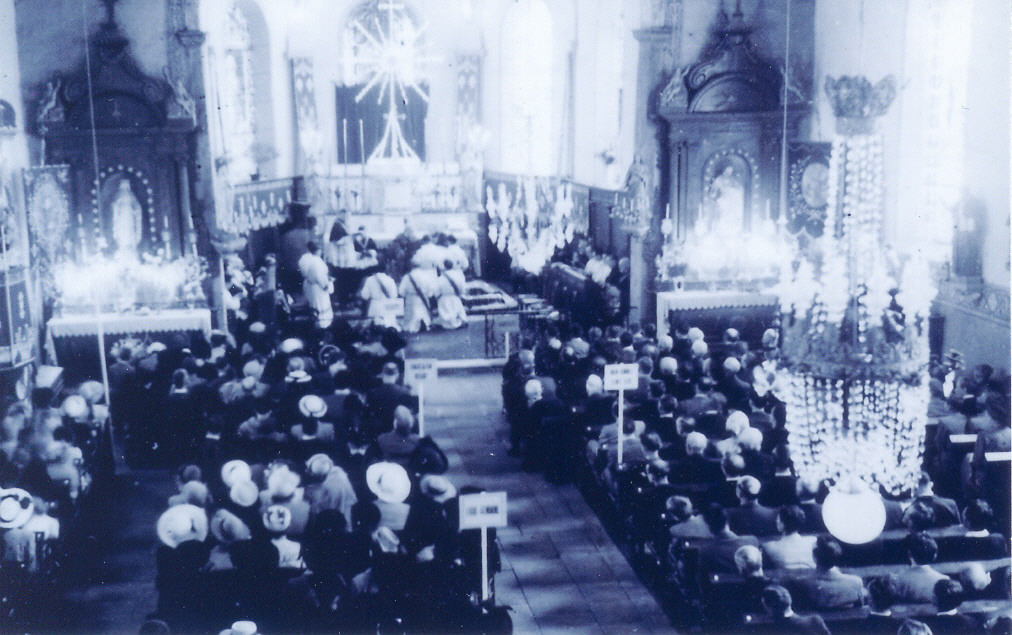
Ordination de l'abbé Pierrat le 1er juillet 1951 en l'église des Vallois (Vosges)

Ordonné prêtre par Mgr Henri Brault, évêque de Saint-Dié, le 1er juillet 1951 en l'église des Vallois, l'abbé Pierrat est nommé curé des paroisses de Nonville et de Belmont-lès-Darney, puis poursuit son ministère dans les paroisses de Coinches et de Remomeix. Il prendra également en charge l'aumônerie de l'institution Sainte-Marie à Saint-Dié.

### L'archéologue
À l'occasion de ses activités d'aumônier, Paul Pierrat prend la responsabilité d'une troupe de scouts de France. En 1973, il achète l'ancienne abbatiale Saint-Maur de Bleurville, alors transformée en remise agricole et laissée à l'abandon. Construite entre 1026 et 1050 sur les bases d'une église carolingienne, cet édifice a été consacré par le pape Léon IX le 6 décembre 1050. 
Avec son équipe de scouts et l'appui de la municipalité de Bleurville, Paul Pierrat relève l'ensemble et met au jour la plus ancienne crypte romane de Lorraine. Ce chef-d'œuvre de l'art carolingien présente en particulier une multitude de colonnes de formes différentes, rondes, carrées, octogonales. Les fouilles archéologiques menées sous la responsabilité de l'abbé Pierrat au cours des années 1970-1980 permettent de fixer les contours de l'église abbatiale du XIe siècle.

Les résultats de ces fouilles ont été publiés en 1990 par son ami, l'archéologue allemand Günther Fahrenheim. L'historien de Darney, Robert Pomel, ainsi que le docteur Gilbert Pressager, fondateur du Centre de la Préhistoire de Darney, participeront également à l'aventure des recherches historiques et archéologiques sur le site de l'abbaye bénédictine bleurvilloise.

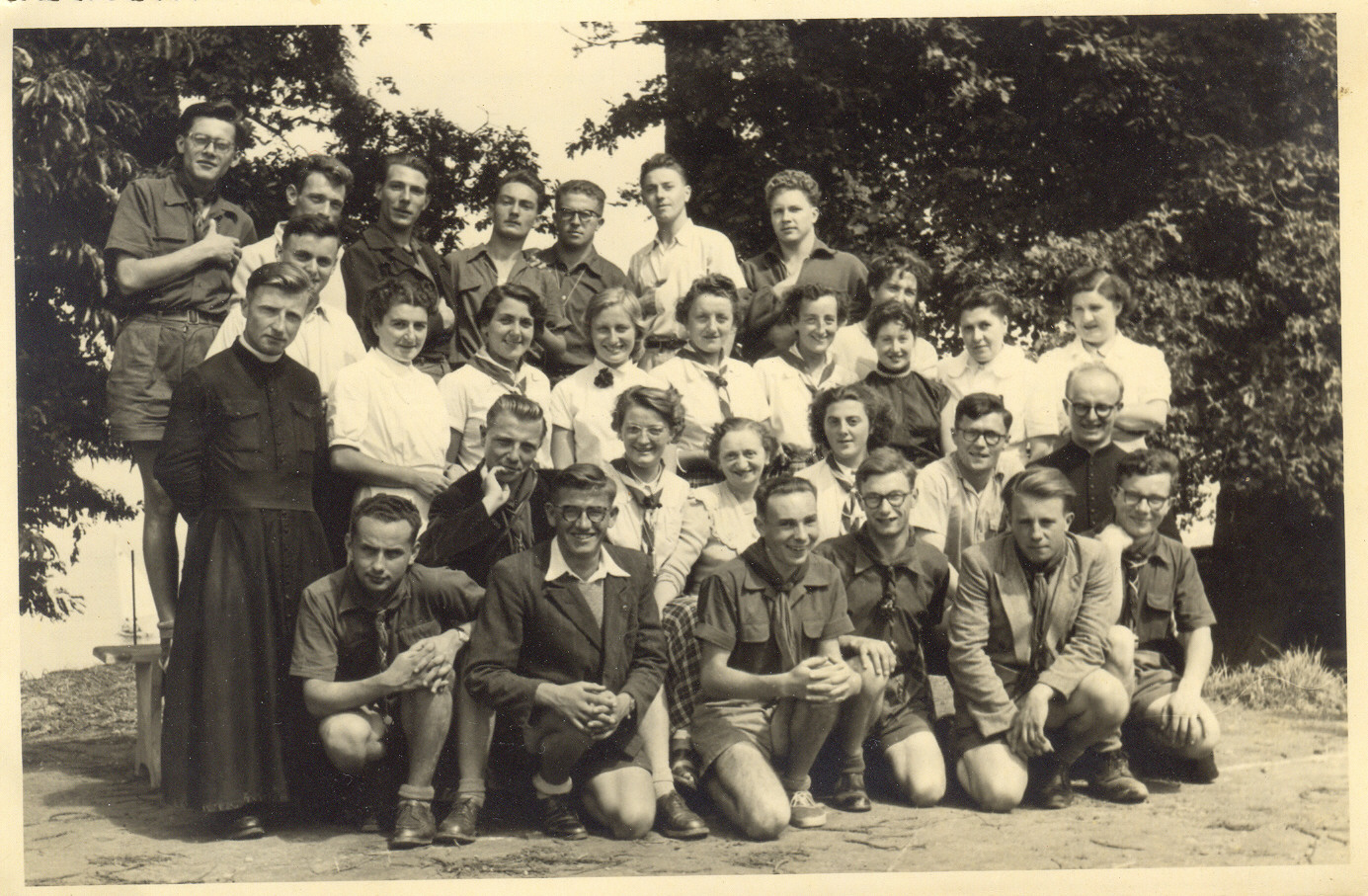
L'abbé Paul Pierrat (à gauche en soutane) lors d'un rassemblement de chefs scouts vers 1955

Pour que cette œuvre se pérennise dans le temps, l'abbé Paul Pierrat fonde en 1976 l'association des Amis de Saint-Maur qui a pour objet d'animer et de poursuivre la restauration de l'abbaye de Bleurville.
L'abbé Pierrat est à l'origine d'un vaste mouvement de sauvegarde du patrimoine dans le sud-ouest vosgien. Passionné par l'Histoire, il fera partie, durant plusieurs décennies, de la Société philomatique vosgienne et sera un membre du bureau. À sa suite, Jean-François et Marie-Françoise Michel, professeurs d'histoire, créeront en 1980 l'association Saône Lorraine afin de sauver l'ancien couvent des Cordeliers des Thons et la petite cité Renaissance de Châtillon-sur-Saône.
Selon Jean-François Michel, qui était déjà membre du bureau des Amis de Saint-Maur sous la présidence de l'abbé Pierrat, ce dernier - alors déjà affaibli par la maladie - accepta difficilement le principe d'une vente en viager au profit de l'association (1988-1989) ; il fallut dialoguer longuement afin de le convaincre que l'abbaye risquait de connaître un sort peu enviable si elle tombait entre les mains de personnes peu attachées à la sauvegarde du patrimoine religieux. Il finit par y consentir et l'association des Amis de Saint-Maur put acquérir en 1989 l'ancienne abbatiale et le prieuré voisin.
Atteint par la maladie de Parkinson, l'abbé Paul Pierrat devra se retirer à la maison Saint Pierre Fourier de Saint-Dié-des-Vosges où il décèdera en novembre 1990. Il est inhumé au cimetière des Vallois, son village natal.